# Ekushey Padak

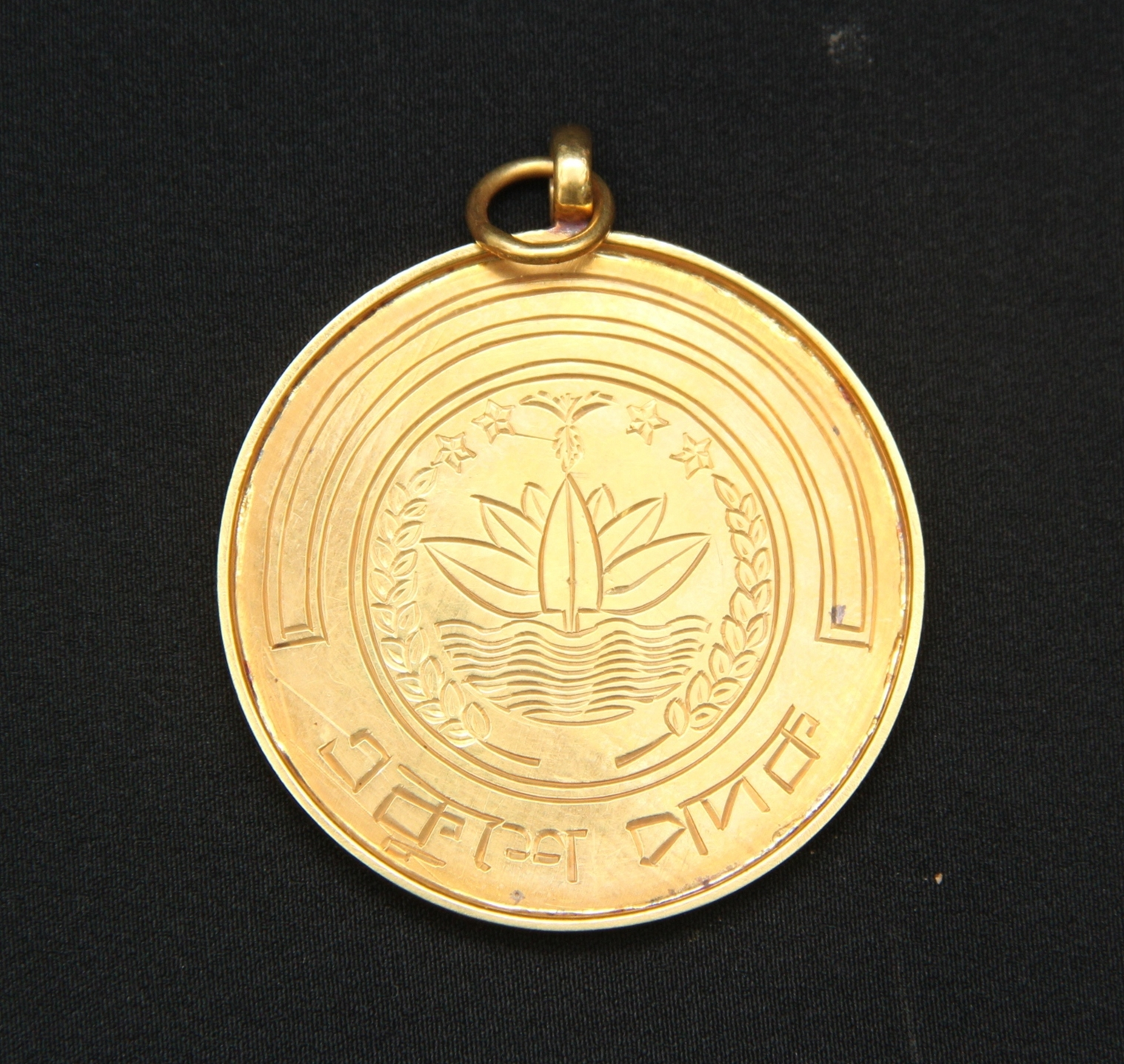
Ekushey Padak, médaille.

L'Ekushey Padak (bengali : একুশে পদক) est une distinction civile du Bangladesh.
Instituée en mémoire des martyrs du Mouvement pour la Langue bengali de 1952, c'est la deuxième distinction civile la plus élevée du pays.
Le prix est décerné annuellement par le ministère des Affaires culturelles en reconnaissance de contributions apportées par des personnalités du pays et ce dans différents domaines, notamment la culture, l'éducation et l'économie.

## Lauréats et lauréates
En 1997, l'artiste Novera Ahmed reçoit le Ekushey Padak pour l’ensemble de sa carrière. Rafiqun Nabi le reçoit en 1993. 